# Cejang (Szecsuan)
Cejang (egyszerűsített kínai írással: 资阳市, pinjin: Zīyáng) prefektúra szintű város Kínában, Szecsuan tartományban. Lakosainak száma 2 308 631 fő (2020).

## Népesség
| 2010 | 2 593 843 |
| 2020 | 2 308 631 |

## Közlekedés

### Helyi
A Csengtui metró egyik vonala egészen a városig húzódik.